# Чемпионат Северных Марианских Островов по футболу 2006/2007
II чемпионат Северных Марианских островов по футболу был проведен на Сайпане, в «Спортивном комплексе Олеаи». Соревнование проходило в сжатые сроки, в феврале уже должны состоятся игры на кубок Северных Марианских островов, а после новогодних каникул в чемпионат была заявлен 8-й участник — Онвелл Мануфактуринг, в итоге часть матчей не была сыграны.

## Команды
- Альянс (Alliance)
- Фиеста Интер Сайпан (Fiesta Inter Saipan)
- Индепендентс (Independents)
- Кореан (Korean One)
- Кьюнг-Сеунг (L&S/Kyung-Seung)
- Онвелл Мануфактуринг (Onwell Manufacturing) — команда заявлена на чемпионат перед 3-м туром
- ПТИ Гардианс (PTI Guardians)
- Реал Мариана (Real Mariana)

## Итоговая таблица
| # | Команда              | И | В | Н | П | Мячи    | Очки |
| - | -------------------- | - | - | - | - | ------- | ---- |
| 1 | Кьюнг-Сеунг          | 6 | 5 | 0 | 1 | 18 − 9  | 15   |
| 2 | Фиеста Интер Сайпан  | 6 | 4 | 2 | 0 | 19 − 5  | 14   |
| 3 | Реал Мариана         | 5 | 3 | 1 | 1 | 15 − 9  | 10   |
| 4 | Кореан               | 6 | 3 | 0 | 3 | 10 − 14 | 9    |
| 5 | Онвелл Мануфактуринг | 4 | 2 | 1 | 1 | 10 − 6  | 7    |
| 6 | ПТИ Гардианс         | 6 | 2 | 0 | 4 | 8 − 11  | 6    |
| 7 | Альянс               | 6 | 1 | 0 | 5 | 5 − 21  | 3    |
| 8 | Индепендентс         | 5 | 0 | 0 | 5 | 3 − 13  | 0    |

Лучший бомбардир: Марк Макдоналд (Кьюнг-Сеунг)

## Результаты матчей

### 1-й тур
- 9 декабря Фиеста Интер Сайпан — Кореан — 3:1
- 9 декабря Альянс — Кьюнг-Сеунг — 0:4
- 9 декабря ПТИ Гардианс — Индепендентс — 3:0

### 2-й тур
- 16 декабря Реал Мариана — Кьюнг-Сеунг — 4:6
- 16 декабря Альянс — Фиеста Интер Сайпан — 0:9
- 16 декабря ПТИ Гардианс — Кореан — 0:2

### 3-й тур
- 7 января Онвелл Мануфактуринг — Кьюнг-Сеунг — 2:3
- 7 января ПТИ Гардианс — Альянс — 2:1
- 7 января Реал Мариана — Фиеста Интер Сайпан — 0:0
- 7 января Индепендентс — Кореан — 1:2

### 4-й тур
- 14 января Кореан — Онвелл Мануфактуринг — 1:5
- 14 января Реал Мариана — ПТИ Гардианс — 3:1
- 14 января Индепендентс — Альянс — 1:2
- 14 января Фиеста Интер Сайпан — Кьюнг-Сеунг — 3:1

### 5-й тур
- 21 января Онвелл Мануфактуринг — Фиеста Интер Сайпан — 1:1
- 21 января Индепендентс — Реал Мариана — 1:4
- 21 января Кьюнг-Сеунг — ПТИ Гардианс — 2:0
- 21 января Кореан — Альянс — 3:1

### 6-й тур
- 27 января Альянс — Онвелл Мануфактуринг — 1:2
- 27 января Кьюнг-Сеунг — Индепендентс — 2:0
- 27 января Кореан — Реал Мариана — 1:4
- 27 января Фиеста Интер Сайпан — ПТИ Гардианс — 3:2